# ماهيزان عليا (مقاطعة تشرداول)
ماهيزان عليا (بالفارسية: ماهیزان علیا) هي قرية تقع في قسم هليلان الريفي (مقاطعة تشرداول) في إيران. يقدر عدد سكانها بـ 127 نسمة بحسب إحصاء 2016.